# Jean-Charles de Folard
Pour les autres membres de la famille, voir Famille de Folard.

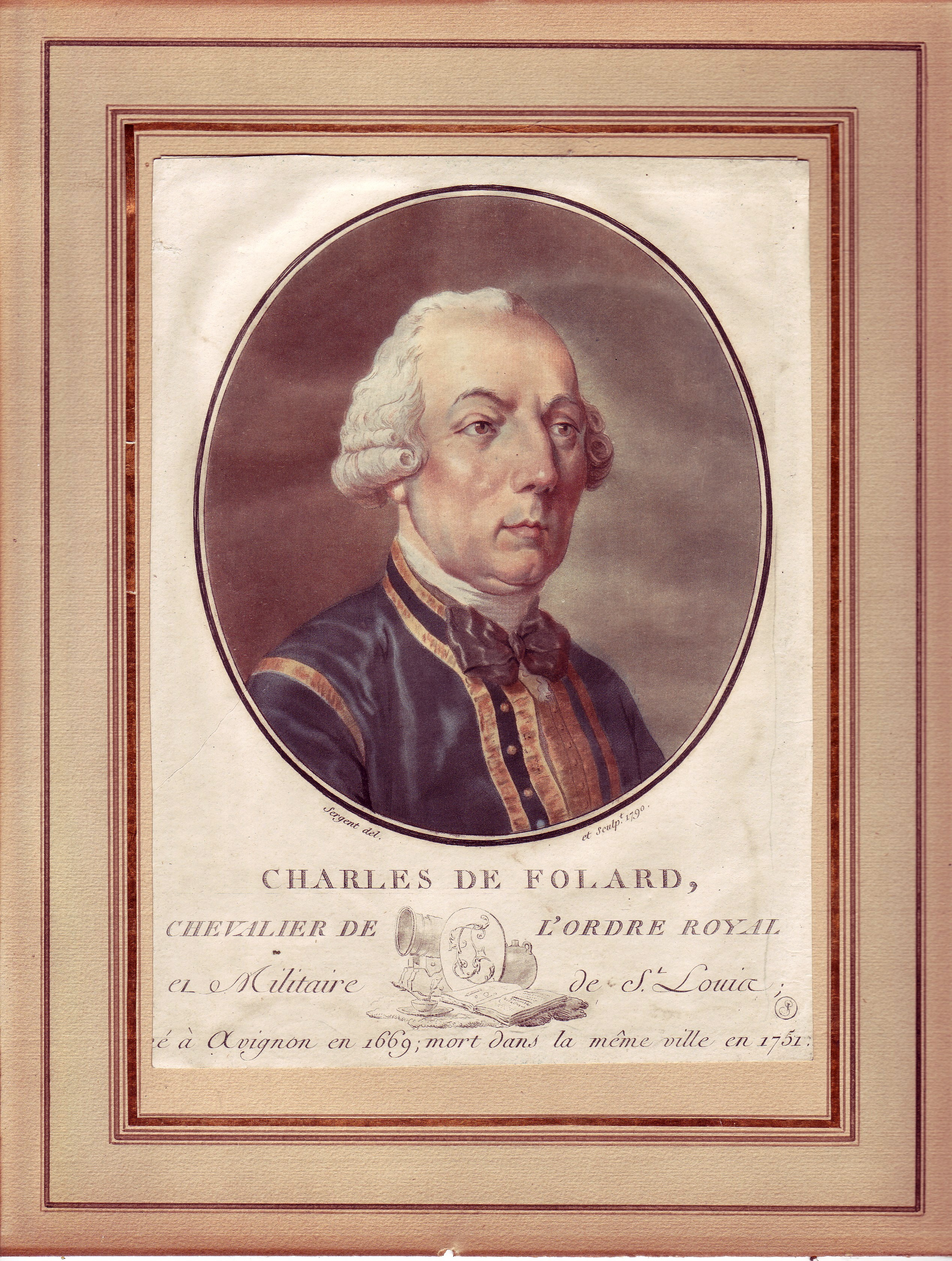
Charles de Folard.

Jean-Charles ou Charles de Folard, dit le Chevalier de Folard et parfois surnommé « le Végèce français », né le 13 février 1669 à Avignon où il est mort le 23 mars 1752, est un stratège, ingénieur et homme de guerre français.

## Biographie

### Famille de Folard
Jean-Charles de Folard est originaire d'une famille installée à Avignon, et qui serait d'origine savoyarde. Il est le fils de Jérôme de Folard (1631-1706), professeur de droit à Avignon, et de Madeleine de Ruffi ; il est aussi un petit-fils de Nicolas Folard et de Marguerite Gay, et l'oncle du diplomate Hubert de Folard.

### Jeunesse
Collégien chez les jésuites, il s'en évade à 16 ans et s'engage dans un régiment français. Racheté par sa famille, il est mis dans un couvent jusqu'à avoir l'autorisation de se faire enrôler.

### Engagement et évolution dans l'armée
Il entre au régiment de Béarn en 1687, comme cadet. La Guerre de la Ligue d'Augsbourg débute l'année suivante et Folard participe à la campagne en Palatinat en 1688, puis est nommé sous-lieutenant.
Promu lieutenant en 1699 au régiment de Berry, Folard part pour l'armée d'Italie en 1703.
Il prend part à toutes les guerres de la fin du règne de Louis XIV et donne aux généraux sous lesquels il servait tantôt des plans de défense de places, tantôt des plans de campagne. Il se distingue en qualité de capitaine à la bataille de Malplaquet en 1709 où il est grièvement blessé et obtient du roi une pension de 600 livres. Après la paix d'Utrecht en 1713, il offre successivement ses services aux chevaliers de Malte contre les Turcs, puis au roi Charles XII de Suède, mais la mort de ce dernier l'oblige à rentrer en France. Il a une influence importante sur la stratégie militaire du roi de Suède.
À son retour en France, il est nommé mestre de camp et commandant de place. Il est proche du jansénisme et connu pour son soutien actif aux convulsionnaires.
Frédéric II de Prusse écrivit L'Esprit du chevalier de Folard tiré de ses Commentaires sur l'Histoire de Polybe; pour l'usage d'un officier, de main de maître (Leipzig, 1761). On y trouve des renseignements très précieux sur les événements dont l'auteur a été le témoin.

## Principales publications

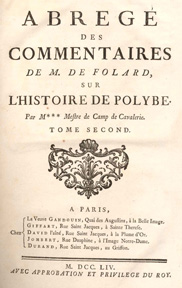
Frontispice de lAbrégé des Commentaires de M. de Folard sur l'histoire de Polybe (1754).

- Nouvelles découvertes sur la guerre dans une dissertation sur Polybe, où l'on donne une idée plus étendue du commentaire entrepris sur cet auteur, et deux dissertation importantes détachées du corps de l'ouvrage (1724)
- Histoire de Scipion l'Africain, pour servir de suite aux hommes illustres de Plutarque. Avec les observations de M. le chevalier de Folard sur la bataille de Zama (1738)

- Histoire d'Épaminondas pour servir de suite aux hommes illustres de Plutarque, avec des remarques de M. le Chevalier de Folard sur les principales batailles d'Épaminondas, par M. l'abbé Séran de La Tour (1739)
- Histoire de Polybe, nouvellement traduite du grec par Dom Vincent Thuillier, avec un commentaire ou un corps de science militaire enrichi de notes critiques et historiques par F. de Folard (1729)
- Abrégé des Commentaires de M. de Folard sur l'histoire de Polybe (1754)

## Hommages

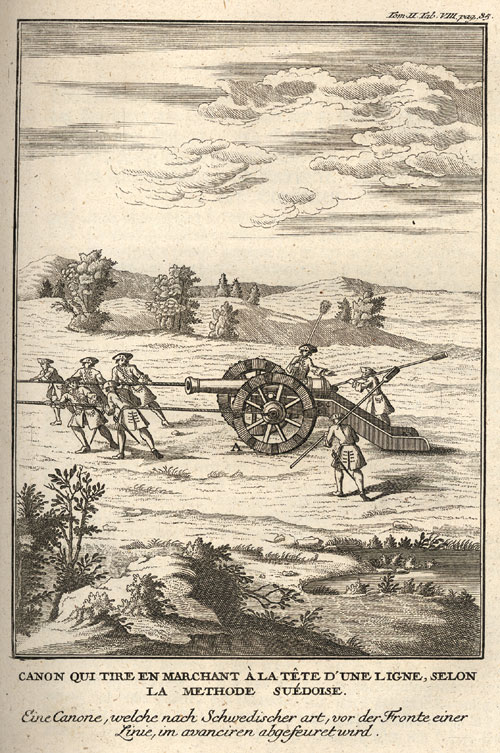
Canon qui tire en marchant à la tête d'une ligne, selon la méthode suédoise. Illustration de lHistoire de Polybe.

- Chevalier de l'ordre royal et militaire de Saint-Louis.

Plusieurs lieux, voies et bâtiments portent son nom :
- Avenue du chevalier de Folard, à Avignon ;
- Quartier « Chevalier de Folard », à Avignon ;
- Piscine municipale « Chevalier de Folard » et gymnase du même nom, à Avignon ;
- Espace culturel Folard, à Morières-lès-Avignon.

## Sources bibliographiques
- Bruno Colson et Hervé Coutau-Bégarie, Pensée stratégique et humanisme : De la tactique des Anciens à l'éthique de la stratégie, Economica, 2000, « L'apport des Anciens dans l'œuvre de Folard »
- Jean-Pierre Bois, Les Armées et la guerre de l'antiquité à la seconde guerre mondiale, Presses académiques de l'Ouest, 1998, 236 p. (ISBN 2908261561 et 9782908261561), « Jean-Charles de Folard (1669-1752) », p. 105-117
- Jean Chagniot, Le chevalier de Folard : la stratégie de l'incertitude, Paris et Monaco, Éditions du Rocher, 23 mai 1997 (ISBN 978-2-268-02614-5)
- Jean-Charles Roman d'Amat, « Folard (Jean-Charles, chevalier de) » dans Dictionnaire de biographie française, vol. 14, Paris, 1979 [détail des éditions] , col. 228-230
- Charles de Coynart, Le chevalier de Folard (1669-1762), Paris, Hachette, 1914, 346 p.
- Louis-Gabriel Michaud, Biographie universelle, ancienne et moderne, t. XV, Paris, 1816, 140-146 p. (lire en ligne)